# Dysoptus probata
Dysoptus probata is een vlinder uit de familie van de Psychidae. De wetenschappelijke naam van de soort is voor het eerst geldig gepubliceerd in 1914 door Walsingham.